# Akihiro Yoshida
Akihiro Yoshida (吉田 明博 Yoshida Akihiro?, nacido el 28 de mayo de 1975 en Kagawa) es un exfutbolista japonés. Jugaba de guardameta y su último club fue el Yokohama FC de Japón.

## Trayectoria

### Clubes
| Club               | País  | Año         |
| ------------------ | ----- | ----------- |
| Bellmare Hiratsuka | Japón | 1994 - 1998 |
| Yokohama FC        | Japón | 1999 - 2003 |

## Palmarés

### Títulos nacionales
| Título             | Club               | País  | Año  |
| ------------------ | ------------------ | ----- | ---- |
| Copa del Emperador | Bellmare Hiratsuka | Japón | 1994 |